# 蒙德勒维尔
蒙德勒维尔（法語：Mondreville，法語發音：[mɔ̃dʁəvil] ⓘ）是法国伊夫林省的一个市镇，属于芒特拉若利区。

## 地理
蒙德勒维尔（48°54'12"N, 1°33'11"E）面积4.4 平方千米，位于法国法蘭西島大區伊夫林省，该省份为法国北部内陆省份，北起瓦兹河谷省，西接厄尔省，西南接厄尔-卢瓦省，东南接埃松省，东临上塞纳省。
与蒙德勒维尔接壤的市镇（或旧市镇、城区）包括：日勒、勒梅尼勒西蒙、蒂伊。

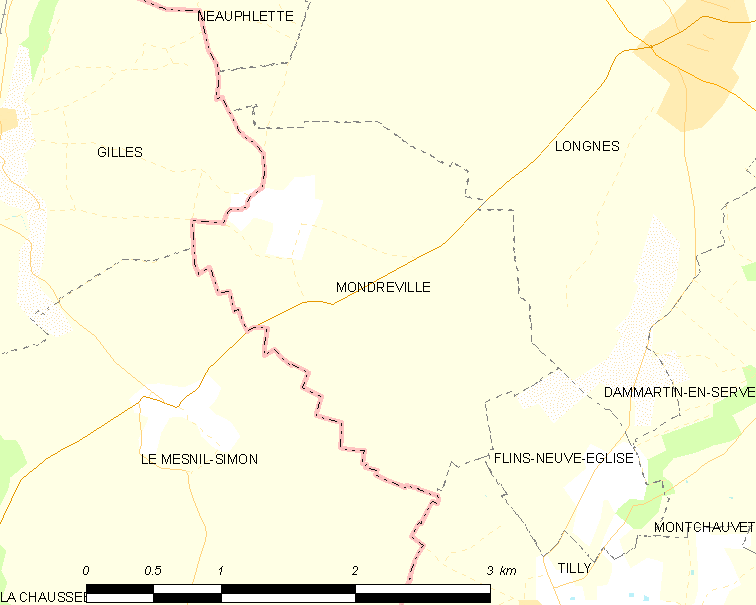
蒙德勒维尔的OSM定位图

蒙德勒维尔的时区为UTC+01:00、UTC+02:00（夏令时）。

## 行政
蒙德勒维尔的邮政编码为78980，INSEE市镇编码为78413。

## 政治
蒙德勒维尔所属的省级选区为塞纳河畔博尼耶尔县。

## 人口

1962-2008年间蒙德勒维尔人口变化图示

蒙德勒维尔于2022年1月1日时的人口数量为390人。